# Habsburg–Lotaringiai Miksa Ferenc főherceg
Habsburg–Lotaringiai Miksa Ferenc Xavér főherceg (Erzherzog Maximilian Franz Xaver Joseph Johann Anton de Paula Wenzel von Österreich), (Bécs, 1756. december 8. – Hetzendorf, Alsó-Ausztria, 1801. július 27.); osztrák főherceg, magyar és cseh királyi herceg, Mária Terézia császárné legifjabb gyermeke. 1784–1801 között Köln érseke és választófejedelme, a Német Lovagrend 53. nagymestere.

## Élete

### Származása, testvérei
Édesapja I. (Lotaringiai) Ferenc német–római császár (1708–1765), édesanyja Mária Terézia császárné, osztrák uralkodó főhercegnő, magyar és cseh királyné (1717–1780).
Az uralkodópár 16 gyermeke közül Miksa Ferenc volt a legfiatalabb, éppen apjának 48. születésnapján született, szülei Max Franznak hívták: 
- Mária Anna Jozefa főhercegnő (1738–1789), betegsége miatt egy Klagenfurti kolostorba vonult vissza.
- József Benedek Ágost főherceg (1741–1790), később II. József néven német-római császár, magyar és cseh király (1764–1790).
- Mária Krisztina főhercegnő (1742–1798), aki 1766-ban Albert Kázmér szász–tescheni herceghez (1738–1822) ment feleségül.
- Mária Erzsébet főhercegnő (1743–1808), akit XV. Lajos francia király feleségéül szántak, de betegsége miatt egy innsbrucki kolostorba kényszerült vonulni.
- Károly József Emánuel főherceg (1745–1761), fiatalon meghalt.
- Mária Amália főhercegnő (1746–1804), aki 1769-ben I. Ferdinánd parmai herceghez (1751–1802) ment feleségül.
- Péter Lipót József főherceg (1747–1792), I. Lipót néven toszkánai nagyherceg, 1790–92 között II. Lipót néven német-római császár, magyar és cseh király.
- Mária Johanna Gabriella főhercegnő (1750–1762) akit IV. Ferdinánd nápolyi királlyal jegyeztek el, de meghalt az esküvő előtt.
- Mária Jozefa főhercegnő (1751–1767), akit elhalt nővére, Johanna Gabriella után szintén IV. Ferdinánd nápolyi királlyal jegyeztek el, de ő is meghalt az esküvő előtt.
- Mária Karolina Lujza főhercegnő (1752–1814), aki elhalt nővérei helyett 1768-ban feleségül ment IV. Ferdinánd nápolyi királyhoz (1751–1825), a későbbi I. Ferdinánd nápoly–szicíliai királyhoz, így Nápoly és Szicília királynéja lett.
- Ferdinánd Károly Antal főherceg (1754–1806), Lombardia főkormányzója, aki 1771-ben Estei Mária Beatrix modenai hercegnőt (1750–1829), és megalapította a Habsburg-ház Este-Modenai ágát.
- Mária Antónia főhercegnő (1755–1793), aki 1770-ben XVI. Lajos francia király felesége lett. Lajos Károly francia trónörökös herceg édesanyja. A francia forradalom során férjével együtt kivégezték. Fia 1795-ben fogságban halt meg.
- Miksa Ferenc főherceg (1756–1801) püspök, kölni választófejedelem, a Német Lovagrend nagymestere.

### Ifjúkora, pályakezdése

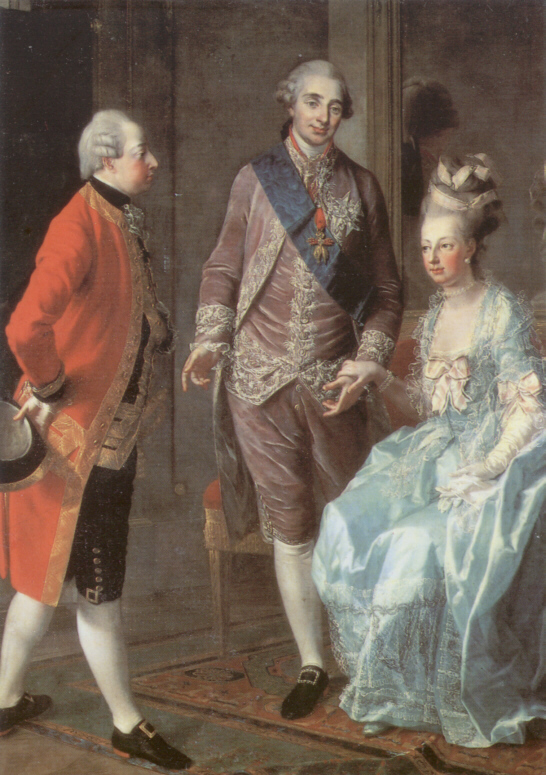
Miksa Ferenc főherceg (balra) látogatóban nővérénél, Marie Antoinette francia királynénál és XVI. Lajos királynál.

Miksa Ferenc főherceget anyja már egészen fiatalon az egyházi pályára szánta. 13 éves korában, 1769. október 3-án a Német Lovagrend nagymesterének koadjutorává, azaz utódjelöltjévé választották, majd 1770. július 9-én a bécsi Ágoston-rendiek templomában Lotaringiai Károly Sándor herceg (1712–1780), a Német Lovagrend nagymestere a Rend lovagjává ütötte.
A Lovagrend tagjaként 1774-ben tette első nagyobb európai körutazását a német fejedelemségekben, Németalföldön, Itáliában és Franciaország, ahol a Rend szervezeteivel és tagjaival ismerkedhetett meg. Mivel anyja Magyarország helytartójává (Generalstatthalter) akarta őt megtenni, ezért Miksa főherceg hadvezéri ismereteket tanult, és Magyarországon kemény katonai kiképzésben is részesült. Részt vett a bajor örökösödési háború (1778–1779) egy kisebb hadjáratában, eközben olyan súlyosan megbetegedett, hogy egész katonai pályafutását fel kellett adnia. Mindkét lábán súlyos műtéteket kellett végezni.
Csak az egyházi pálya lehetősége maradt számára. A Kölni Érseki Fejedelemség (Erzstift und Kurfürstentum Köln) főminisztere, Caspar Anton von Belderbusch, aki Miksa Ferenc főherceg rendtársa is volt, előkészítette megválasztását. Károly Sándor herceg halála után, 1780. augusztus 7-én Miksát egyhangúlag megválasztották Köln koadjutorának, majd augusztus 16-án Münster koadjutorának is. 1780. július 9-én Garampi bíboros (1725–1792), a bécsi pápai nuncius a bécsi Hofburg kápolnában (Hofkapelle) papi tonzúrát nyírt a fejére, és augusztus 1-jén megkapta az alsóbb egyházi rendeket, vagyis pappá még nem szentelték. A magasabb egyházi rendek feladását a pápa öt évi időtartamra egyelőre felfüggesztette. Ehhez Miksának teológiai tanulmányokat kellett folytatnia.

### Hercegérsek és a lovagrendi nagymester

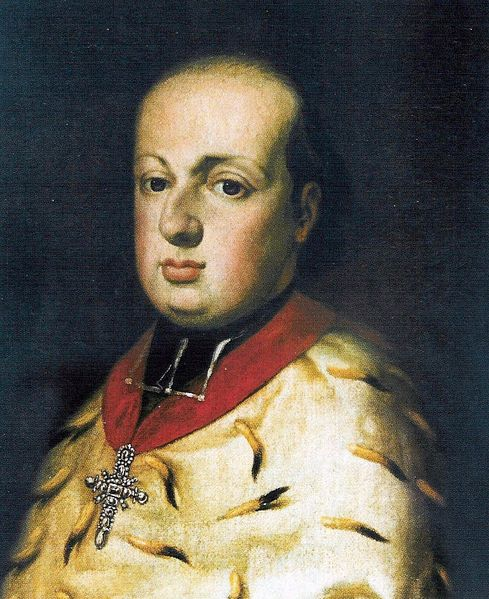
Miksa Ferenc főherceg, Köln püspöke, választófejedelem

Nagybátyja, Lotaringiai Károly Sándor herceg elhunytával (1780) Miksa Ferenc főherceg lett a Német Lovagrend nagymestere. 1780. október 25-én iktatták be e méltóságba Mergentheimben (Baden-Württemberg). 1783 tavaszán látogatást tett Rómában VI. Piusz pápánál. 1784. április 21-én, amikor Köln uralkodó érseke meghalt, Miksa Ferenc főherceg lett Köln hercegérseke és választófejedelme (Kurfürst-Erzbischof) és Münster püspökfejedelme (Fürstbischof). Április 27-én érkezett az új fejedelmi székvárosba, Bonnba, és átvette püspökségeinek irányítását. Miután novemberben három hétre visszavonult a kölni szemináriumba, Carlo Antonio Bellisomi bíboros (1736–1808), a kölni pápai nuncius 1784. december 8-án aldiakónussá, december 16-án diakónussá, december 21-én pappá szentelte. Első miséjét 1784. karácsony éjszakáján celebrálta. 1785. május 8-án a bonni székesegyházban Clemens Wenzeslaus von Sachsen, Trier érseke püspökké szentelte.
Miksa Ferenc főherceg gondolkodását erősen áthatották a felvilágosodás eszméi, ezek szellemében igyekezett kormányozni és megreformálni egyházfejedelemségét. A tanárok képzésére „szabványos iskolákat” (Normalschulen) alapított. Megpróbálta megvalósítani az iskolakötelezettséget. Szabályozta és átláthatóvá tette a jogszolgáltatást és a fellebbezések rendszerét, ezzel rövidíteni akarta a bírósági tárgyalásokat, gyorsabbá tenni az ítélkezést. A kolduló szerzetesrendek létezését idejétmúltnak, működésüket parazita jellegűnek tartotta, ezért megtiltotta nekik újabb tagok felvételét. Bátyjával, II. József császárral ellentétben, Miksa Ferenc püspök igyekezett elkerülni a túl radikális intézkedéseket, ezzel megelőzni a felvilágosult reformpolitikával szembeni elégedetlenséget és lázongásokat, amelyek II. József birodalmában megjelentek. Több reformja félbemaradt. Visszarettent a kolostorok, apátságok és rendek ősi jogainak megvonásától. Ezért nem jöhetett létre egységes jogszolgáltatás, és világos fellebbezési rendszer a kölni egyházfejedelemség területén.
Konfliktusba került a kölni egyetemmel, amely felvilágosodás-ellenes eszméket képviselt és hirdetett. De mivel a kölni egyházfejedelemség hivatalnokai és a kölni érsekség papjai korábban mind ott tanultak, a hercegérsek – elődjének tervét megvalósítva – új egyetemet alapított Bonnban. Az új egyetemen a felvilágosodás szellemében folyt az oktatás, a hercegérsek ezért bőkezűen támogatta az intézményt.
A pápai nunciusok rendszeresen beavatkoztak a kölni egyházfejedelemség ügyeibe, és a választófejedelem vetélytársaivá váltak. Miksa Ferenc megtiltotta a nunciusnak, hogy felhatalmazása alapján ténykedhessen, és csatlakozott a német püspökök pápaellenes mozgalmához (emsi kongresszus). A megoldhatatlan viták, amelyekben a kölni egyetem a nunciust támogatta, Miksa Ferenc egész életét végigkísérték.
Miksa Ferenc – felvilágosult meggyőződéséből következően – a rábízott állam első szolgájának tekintette magát. Fejedelemségeit valóban maga irányította, részben még az egyházi hivatalából reá háruló kötelességeket is maga végezte el, helyettes megbízása nélkül. Személyesen szolgáltatta ki a szentségeket. Ugyanakkor szerényen viselkedett és egyszerűen öltözködött. Kortársai szerint úgy festett, mint egy falusi plébános. Bonnban nagy feltűnést keltett, hogy a választófejedelmet egyszerű szürke köpenyben látják, amint egyedül jár az utcán, és az audienciákat is egyszerű fekete ruhában tartja. Viselkedése bátyjára, II. Józsefre emlékeztet, aki megnyirbálta a bécsi udvar kiadásait és mindenkit általános takarékosságra szólított fel. Az érsek azonban értett a fényes reprezentációhoz is, uralkodása alatt épült fel bonni Redoute épülete, amely az ünnepélyes fogadásoknak adott helyet. Szerény megjelenésének láthatóan ellentmondott a tény, hogy erősen el volt hízva.
1794-ben a francia forradalmi hadsereg bevonult a Kölni Érsekségnek a Rajna bal partján fekvő területeire. A választófejedelemnek a folyón túlra kellett menekülnie. Amikor a franciák is átkeltek a Rajnán, Miksa Ferencnek a Birodalom belsejébe húzódott, a franciák annektálták a Rajna egész bal partját. A birtokukat veszített német fejedelmeket a jobb parti egyházi fejedelemségek birtokaiból kellett kártalanítani. Hamarosan az egyházi fejedelemségek puszta létjogosultságát is kétségbe vonták, Miksa Ferencnek küzdenie kellett saját fejedelemségeinek megtartásáért. Megpróbálta saját hercegérseki és választófejedelmi jogcímeit a franciák által megszállt Kölnből Münsterbe átvinni, de sikertelenül.

### Utolsó évei, öröksége
Élete vége felé Miksa főherceget betegségei miatt tartósan ágyhoz kötötték. Elhízásban, kedélybetegségekben (letargia, depresszió), és vízibetegségben szenvedett. Hosszú, nehéz betegeskedés után, keserű lélekkel 1801. július 27-án halt meg a hetzendorfi kastélyban (Hetzendorf ma Bécs 12. kerületéhez, Meidlinghez tartozik). A Habsburg-család hagyományos temetkezőhelyén, a bécsi kapucinusok templomának kriptájában temették el (Kapuzinergruft).
Miksa főherceg halála után, 1801 őszén még szabályosan megválasztották utódját, Antal Viktor osztrák főherceget Köln hercegérsekévé és Münster püspökévé. A francia megszállás okozta politikai változás miatt azonban ő már nem foglalhatta el egyik tisztségét sem, 1803-ban vissza is hívták. A kölni hercegérseki szék 23 éven át, a münsteri 19 éven át üresen állt (Sede Vacante). Miksa Ferenc főherceg volt a kölni hercegérsekek sorában az utolsó tényleges választófejedelem (Kurfürst), és ő volt Münster utolsó fejedelmi rangú püspöke (Fürstbischof). A frankfurti Birodalmi Gyűlés 1803-as főhatározata (Reichsdeputationshauptschluss) kimondta minden egyházfejedelem világi hatalmának (Fürstbistum) eltörlését, és 1806-ban, a Német-római Császárság megszűnésével megszűnt a választófejedelmi méltóság is.

### Zenetörténeti jelentősége
Miksa főherceg beírta nevét a zenetörténetbe is, mivel támogatásával hozzásegítette az ifjú Beethovent ahhoz, hogy Bécsben Haydn keze alatt tanulhasson.